# Bonn International Centre for Conflict Studies
Das Bonn International Centre for Conflict Studies (BICC) ist eine gemeinnützige GmbH mit Sitz in Bonn und ein Institut der Friedens- und Konfliktforschung. Es wird wesentlich vom Land Nordrhein-Westfalen finanziert und setzt sich für die Förderung von Frieden und Entwicklung ein.

## Geschichte
Das BICC wurde 1994 auf Initiative des damaligen Ministerpräsidenten des Landes Nordrhein-Westfalen, Johannes Rau, und des damaligen UN-Generalsekretärs Kofi Annan mit Unterstützung des Landes Nordrhein-Westfalen als „Bonn International Center for Conversion“ gegründet. Ausgangspunkt war eine internationale Konversionskonferenz in Dortmund im Jahr 1992. Gründungsdirektor war bis 2001 Herbert Wulf.
Wissenschaftlicher Direktor ist seit dem 12. März 2013 Conrad Schetter, Professor für Friedens- und Konfliktforschung.
Am 15. September 2021 wurde der Name von Bonn International Center for Conversion (Internationales Konversionszentrum Bonn) in Bonn International Centre for Conflict Studies geändert.

## Forschungsprogramm
Das BICC betreibt Forschung, Beratung und Kapazitätenaufbau (capacity-building) zu Themen wie Kleinwaffenkontrolle, Demobilisierung und Wiedereingliederung, aber auch im Bereich Migration und Diaspora sowie Naturressourcen (Fatal Transactions). Das Institut widmet sich ebenso Abrüstungsfragen und der Kontrolle des Rüstungsexports. All dies soll zur Verbesserung der menschlichen Sicherheit beitragen.
Das BICC arbeitet mit Nichtregierungsorganisationen sowie öffentlichen Organisationen zusammen; beispielsweise dem Zentrum für Entwicklungsforschung, dem Zentrum für Europäische Integrationsforschung, dem Deutschen Institut für Entwicklungspolitik, dem Deutschen Entwicklungsdienst und der Internationalen Weiterbildung und Entwicklung, Geneva Centre for the Democratic Control of Armed Forces, UN-Institut für Abrüstungsforschung, UNDDA, NUPI, Universität der Vereinten Nationen, die kanadische Regierung, die internationalen Friedensforschungsinstitute Stockholm International Peace Research Institute und Peace Research Institute Oslo zusammen.
Das BICC veröffentlicht einen Jahresbericht, publiziert Forschungsergebnisse, ist Mitherausgeber des jährlichen Friedensgutachtens und veranstaltet Konferenzen und Ausstellungen.

## Werke
- BICC Bonn International Centre for Conflict Studies, HSFK Leibniz-Institut Hess. Stiftung Friedens- u. Konfliktforschung (Hrsg.): Friedensgutachten 2022. transcript Verlag, Bielefeld 2022, ISBN 978-3-8376-6403-4 (friedensgutachten.de).